# Susanne Hanika
Susanne Hanika (* 1969 in Regensburg) ist eine promovierte Verhaltensbiologin, ehemalige Wissenschaftlerin am Zoologischen Institut der Universität Regensburg und Autorin von fiktionaler Literatur, insbesondere von Krimis und Regionalkrimis. Sie verwendet teilweise das Pseudonym Tabita Lee Spencer.

## Werdegang
Susanne Hanika studierte die Fächer Biologie und Chemie an der Universität Regensburg und promovierte in Verhaltensbiologie mit einer von Bernd Kramer betreuten Arbeit zum Thema Elektrosensorische Beutedetektion beim Afrikanischen Scharfzahnwels Clarias gariepinus (Burchell, 1822; Clariidae, Siluriformes, Teleostei). Sie forschte anschließend am Zoologischen Institut der Universität Regensburg.

## Werk
Im Bastei Lübbe-Verlag erschien ihre Campingkrimi-Reihe mit der Ermittlerin Sofia und der Hirschgrund-Bande sowie die Lerchenbach-Liebesroman-Reihe. Im Piper-Verlag sind ihre Kriminalromane rundum die Ermittlerin Lisa Wild erschienen; ihre Figur ermittelt hier in der bayerischen Provinz.

## Privatleben
Sie lebt mit ihrem Mann und ihren vier Kindern in ihrer Heimatstadt, Regensburg. Die Schriftstellerin Beate Teresa Hanika ist ihre Schwester.

## Veröffentlichungen

### Wissenschaftliche Veröffentlichungen
- Susanne Hanika: Elektrosensorische Beutedetektion beim Afrikanischen Scharfzahnwels Clarias gariepinus (Burchell, 1822; Clariidae, Siluriformes, Teleostei). (Diss.) Regensburg 1997. PDF

### Belletristik
Viele ihrer Bücher sind auch als E-Book bzw. als Hörbuch, z. B. als vollständige Lesung, erschienen.

#### Als Susanne Hanika
Reihe Lisa Wild:
1. In Ewigkeit, Amen. Kriminalroman. München, Zürich: Pendo 2010.
2. Und bitte für uns Sünder. Kriminalroman. Orig.-Ausg. München, Zürich: Piper 2012.
3. Und führe uns nicht in Versuchung. Kriminalroman. München, Zürich: Piper 2013.
4. Erhöre unser Flehen. Kriminalroman. München, Zürich: Piper 2014.
5. Bekenne deine Schuld. Kriminalroman. München, Zürich: Piper 2015.

Zusammen mit Beate Teresa Hanika:
- Jenseits des Schattentores. Frankfurt am Main: Fischer Sauerländer 2015.

Reihe Sofia und die Hirschgrund-Morde:
1. Der Tod kommt mit dem Wohnmobil. Ein Bayernkrimi. Köln: beTHRILLED, 2018.
2. Der Tod sonnt sich im Campingstuhl. Ein Bayernkrimi. Köln: beTHRILLED, 2018.
3. Der Tod hält keine Mittagsruhe. Ein Bayernkrimi. Köln: beTHRILLED, 2018.
4. Der Tod macht keine Schneeballschlacht. Ein Bayernkrimi. Köln: beTHRILLED, 2018.
5. Der Tod braucht keine Sonnencreme. Ein Bayernkrimi. Köln: beTHRILLED 2019.
6. Der Tod versteht auch Dialekt. Ein Bayernkrimi. Köln: beTHRILLED 2019.
7. Der Tod kriegt niemals kalte Füße. Ein Bayernkrimi. Köln: beTHRILLED 2019.
8. Der Tod braucht keinen Brötchendienst. Ein Bayernkrimi. Köln: beTHRILLED 2020.
9. Der Tod liegt unterm Sonnenschirm. Ein Bayernkrimi. Köln: beTHRILLED 2020.
10. Der Tod ist heut in der Quarantäne. Ein Bayernkrimi. Köln: beTHRILLED 2020.
11. Der Tod singt laut O Tannenbaum. Ein Bayernkrimi. Köln: beTHRILLED 2021.
12. Der Tod taugt nicht als Bräutigam. Ein Bayernkrimi. Köln: beTHRILLED 2021.
13. Der Tod schläft heut im Pferdestall. Ein Bayernkrimi. Köln: beTHRILLED 2021.
14. Der Tod bekommt heut Influencer. Ein Bayernkrimi. Köln: beTHRILLED 2021.
15. Der Tod spricht heute mit Akzent. Ein Bayernkrimi. Köln: beTHRILLED 2021.
16. Der Tod reist mit Verspätung an. Köln: beTHRILLED 2022.
17. Der Tod trinkt seinen Kaffee schwarz. Köln: beTHRILLED 2022.
18. Der Tod macht eine Schlittenfahrt. Köln: beTHRILLED 2022.
19. Der Tod braucht keinen Rettungsring. Ein Bayernkrimi. Köln: beTHRILLED 2023.
20. Der Tod spricht auch mit Geistern gern. Ein Bayernkrimi. Köln: beTHRILLED 2023.
21. Der Tod hält keinen Winterschlaf. Ein Bayernkrimi. Köln: beTHRILLED 2023.
22. Der Tod macht eine Fahrradtour. Ein Bayernkrimi. Köln: beTHRILLED 2024.
23. Der Tod fährt mit dem Gummiboot. Ein Bayernkrimi. Köln: beTHRILLED 2024.
24. Der Tod braucht keine Winterstiefel. Ein Bayernkrimi. Köln: beTHRILLED 2024.
25. Der Tod schreibt heute sein Testament. Ein Bayernkrimi. Köln: beTHRILLED 2024
26. Der Tod wünscht guten Appetit. Ein Bayernkrimi. beTHRILLED, Köln 2025, ISBN 978-3-7413-0515-3.

Sammelbände der Sofia-Reihe:
- Der Tod hat immer Hauptsaison. Sammelband Nr. 1–3, Augsburg: Weltbild 2022.
- Der Tod braucht keine Reservierung. Sammelband Nr. 7–9, Augsburg: Weltbild 2022.
- Der Tod hat keinen Ruhetag. Sammelband Nr. 10–12, Augsburg: Weltbild 2022.
- Der Tod lügt niemals ohne Grund. Sammelband Nr. 13–15, Augsburg: Weltbild 2023.
- Der Tod macht sich nur selten Freunde. Sammelband Nr. 16–18, Augsburg: Weltbild 2024.

Lerchenbach-Reihe:
1. Glückstage auf dem kleinen Mühlenhof.	beHEARTBEAT, Köln 2020.
2. Sommer im kleinen Glückscafé.	beHEARTBEAT, Köln 2021.
3. Liebesglück im kleinen Buchladen. beHEARTBEAT, Köln 2025.

#### Als Tabita Lee Spencer
Susanne Hanika schrieb außerdem zusammen mit ihrer Schwester Beate Teresa Hanika Fantasy-Romane, darunter die Reihe „Dark Angels“. Diese erschienen unter den Pseudonymen Tabita Lee Spencer und Kristy Spencer.
- Dark Angels' Summer – Das Versprechen. Arena, 2012, ISBN 978-3-401-06784-1.
- Dark Angels' Fall – Die Versuchung. Arena, 2012, ISBN 978-3-401-06785-8.
- Dark Angels' Winter – Die Erfüllung. Arena, 2013, ISBN 978-3-401-06786-5.